# Daniel Veyt
Daniel Veyt (ur. 9 grudnia 1956 w Baasrode) – piłkarz belgijski grający na pozycji ofensywnego pomocnika.

## Kariera klubowa
Karierę piłkarską Veyt rozpoczął w klubie Boom FC. W latach 1974–1976 grał w jego barwach w drugiej lidze belgijskiej. Następnie odszedł do Sint-Niklase SK, w którym spędził cztery lata, także w drugiej lidze. W 1980 roku przeszedł do KSV Waregem. W sezonie 1980/1981 zadebiutował w pierwszej lidze belgijskiej i od początku pobytu w tym klubie występował w pierwszym składzie. W 1982 roku zagrał w przegranym 0:2 finale Pucharu Belgii z Waterschei Thor Genk, a latem tamtego roku zdobył Superpuchar Belgii (3:2 ze Standardem Liège).
W 1987 roku Veyt przeszedł do RFC Liège. W 1989 roku zmienił klub i został zawodnikiem KAA Gent. Natomiast w latach 1991–1993 występował w KSC Lokeren. W 1993 roku trafił do KSV Sottegem i po pół roku zakończył karierę piłkarską jako zawodnik tego zespołu.
| Sezon   | Klub            | Kraj   | Rozgrywki   | Mecze | Bramki |
| ------- | --------------- | ------ | ----------- | ----- | ------ |
| 1974/75 | Boom FC         | Belgia | Division II | 28    | 11     |
| 1975/76 | Boom FC         | Belgia | Division II | 27    | 9      |
| 1976/77 | Sint-Niklase SK | Belgia | Division II | 30    | 10     |
| 1977/78 | Sint-Niklase SK | Belgia | Division II | 30    | 7      |
| 1978/79 | Sint-Niklase SK | Belgia | Division II | 30    | 17     |
| 1979/80 | Sint-Niklase SK | Belgia | Division II | 30    | 17     |
| 1980/81 | KSV Waregem     | Belgia | Division I  | 30    | 12     |
| 1981/82 | KSV Waregem     | Belgia | Division I  | 34    | 10     |
| 1982/83 | KSV Waregem     | Belgia | Division I  | 33    | 7      |
| 1983/84 | KSV Waregem     | Belgia | Division I  | 34    | 4      |
| 1984/85 | KSV Waregem     | Belgia | Division I  | 33    | 13     |
| 1985/86 | KSV Waregem     | Belgia | Division I  | 34    | 17     |
| 1986/87 | KSV Waregem     | Belgia | Division I  | 34    | 9      |
| 1987/88 | RFC Liège       | Belgia | Division I  | 32    | 3      |
| 1988/89 | RFC Liège       | Belgia | Division I  | 34    | 14     |
| 1989/90 | KAA Gent        | Belgia | Division I  | 34    | 10     |
| 1990/91 | KAA Gent        | Belgia | Division I  | 34    | 5      |
| 1991/92 | KSC Lokeren     | Belgia | Division I  | 33    | 5      |
| 1992/93 | KSC Lokeren     | Belgia | Division I  | 15    | 0      |
| 1992/93 | KSV Sottegem    | Belgia | Division II | 15    | 3      |

## Kariera reprezentacyjna
W reprezentacji Belgii Veyt zadebiutował 20 listopada 1985 roku w przegranym 1:2 spotkaniu eliminacji do Mistrzostwach Świata w Meksyku z Holandią. W 1986 roku zajął 4. miejsce ze swoją reprezentacją na tym turnieju. Na nim rozegrał 5 spotkań: z Paragwajem (2:2 i gol), 1/8 finału ze Związkiem Radzieckim (4:3), ćwierćfinale z Hiszpanią (1:1, k. 5:4), półfinale z Argentyną (0:2) oraz o 3. miejsce z Francją (2:4). Od 1985 do 1989 roku rozegrał w kadrze narodowej 12 meczów i zdobył jednego gola.